# 黒瀬弘志

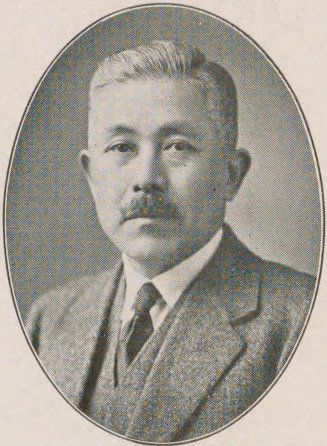
黒瀬弘志

黒瀬 弘志（くろせ ひろし、明治16年（1883年）1月7日 - 昭和18年（1943年）11月10日）は、日本の内務官僚、政治家。第26代山梨県知事、第7代神戸市長（在任：1925年8月17日 - 1933年）。熊本県出身。

## 生涯
熊本県宇土郡宇土町（現在の宇土市）に生まれる。明治42年（1909年）6月に東京帝国大学法科大学法律学科（英法）卒業、同年11月に文官高等試験に合格、同年12月に警視庁警部となり、明治43年（1910年）12月に警視庁警視となり高輪警察署長、堀留警察署長、警視庁監察官、警視庁特別高等課長を歴任後、大正6年（1917年）1月に岡山県警察部長、大正9年（1920年）に福岡県警察部長、大正11年（1922年）1月に山口県内務部長、同年11月に兵庫県書記官・内務部長を歴任。警察官僚時代には交番を襲撃した暴徒に対し、日本刀を抜き先頭に立って戦ったという逸話を残している。大正13年（1924年）5月21日に欧米各国出張を命ぜられ帰国した後、大正14年（1925年）4月28日に山梨県知事となるが就任4か月目に神戸市長への就任要請を受け、同年8月17日に依願免本官となり、1925年（大正14年）8月17日、第7代市長に就任した。
市長就任から間もない1927年（昭和2年）に日本は昭和金融恐慌に見舞われ、神戸では川崎造船所がメインバンク十五銀行休業の影響で経営危機に陥った。1927年6月の緊急市会で同社を救済する方針を打ち出した黒瀬は翌1928年（昭和3年）9月、300万の債務弁済資金を貸与する決断を下した。不況下にあって神戸市は緊縮財政を余儀なくされたが、一方で西郷町、西灘村、六甲村と合併したことで人口は80万近くに増加した。1930年（昭和5年）、黒瀬は市民の利便向上を理由に区制導入を打ち出し、財政難を理由とする市会の反対論を押し切って実現した。1933年（昭和8年）に2期8年をもって神戸市長を退任。不況下での運営手腕や党派色が稀薄であったことを評価し続投を望む声もあったが、人心一新すべきとの意見に押される形となった。
神戸市長辞任後は、1935年（昭和10年）10月に昭徳興業株式会社を設立し社長となり、1936年（昭和11年）9月には華北に東洋製紙株式会社を設立し取締役を務めている。
1943年（昭和18年）死去。

## 栄典
- 1916年（大正5年）1月19日 - 勲六等瑞宝章[11]

## 逸話
テニス、ゴルフが得意なスポーツマンであった。神戸市長時代にゴルフの球が右眼に当たり失明している。

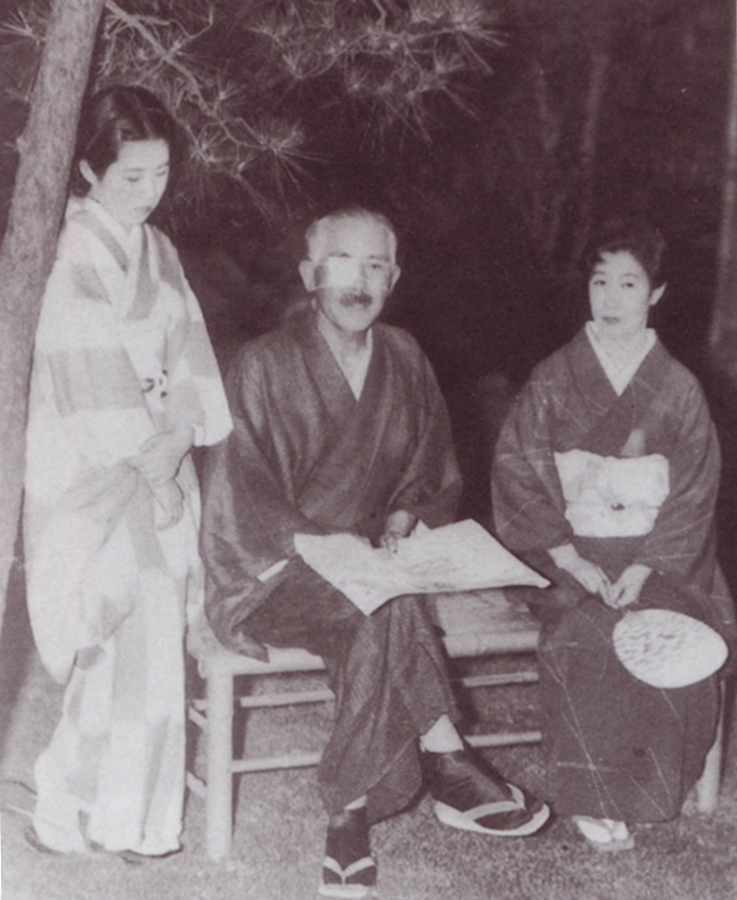
黒瀬弘志と家族